# 성 포르피리우스 교회

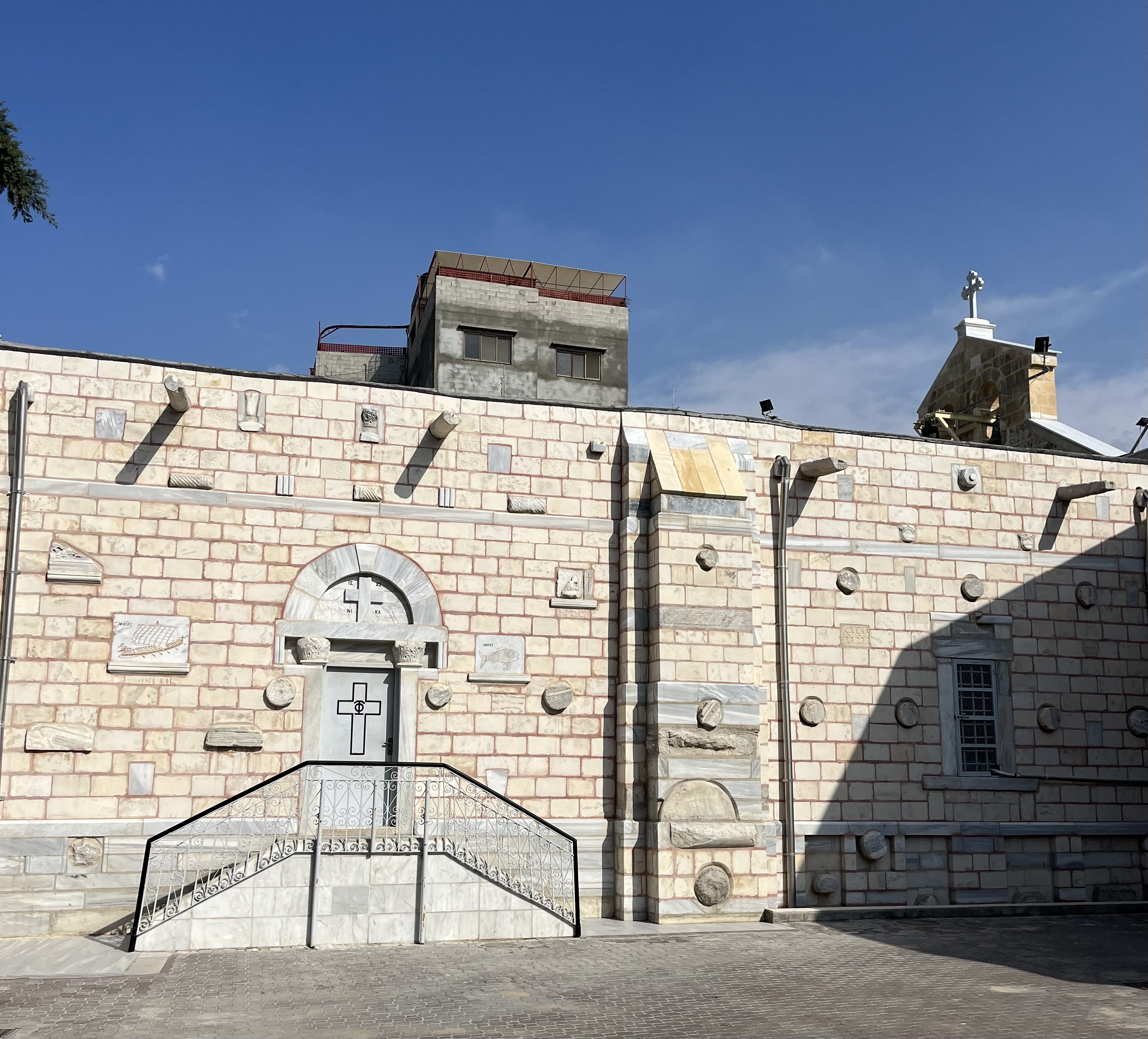
2022년 당시 성 포르피리우스 교회의 모습

성 포르피리우스 교회(아랍어: كنيسة القديس برfroyuس, 로마자 표기: Kanīsat al-Qadīs Burfīryūs)는 팔레스타인 가자시티에 있는 그리스 정교회이다. 예루살렘 총대주교청에 속해 있으며 도시에서 가장 오래되고 활동적인 교회이며 세계에서 세 번째로 오래된 교회라고 한다. 가자 구시가지의 자이툰 지구에 위치한 이 교회는 교회 북동쪽 모퉁이에 무덤이 있는 5세기 가자 주교 성 포르피리우스의 이름을 따서 명명되었다.

## 같이 보기
- 성 포르피리우스 교회 공습